# 高斑叶兰
高斑叶兰（学名：Goodyera procera），为兰科斑叶兰属下的一个植物种。